# Адмапу
Адмапу (Admapu, Ad-mapu або Ad mapu, з мапудунґун: ad mapu, «звичай території») — це набір стародавніх традицій, законів, прав і звичаєвих норм, які регулюють поведінку в суспільстві мапуче.

## Опис
Адмапу — це соціальні та ціннісні правила, які керують народом мапуче в моральній, релігійній, духовній та правовій природі їхнього територіального простору.
Завдяки своїм характеристикам адмапу також представлено як подарунок, який божество Нгенечен (Генечен) дало своїм предкам.

## Дії, регламентовані адмапу
Адмапу визначає ідентичність народу мапуче та регулює деякі з наступних дій:
- Постійна взаємодія з природою (через духів Ngen), яка повинна здійснюватися з повагою.

- Відносини з духами його предків, щоб підтримувати пам'ять про них.

- Під час війни встановилюються високоієрархічні принципи політичної організації.

- Оцінка землі та ресурсів. Відповідно до Адмапу, кожна (розширена) сім'я має певну територію, яка передавалася з покоління в покоління. Зазначена територія не тільки включала право на полювання та збирання та займатися дрібним сільським господарством, але й передбачала юрисдикційні права лонко над тими, хто там живе.

Щоб зберегти і запам'ятати адмапу, проводяться численні ритуали; центром якого були обряди жертвопринесення, такі як Гуіллатун.

## Покарання адмапу
Порушення адмапу може мати низку наслідків; оскільки якщо адмапу не виконується, виникає дисбаланс.
- Якщо провина суб'єкта пов'язана з порушенням норм сакрального порядку, то вона проявляється через хворобу суб'єкта. Покарання є не тільки індивідуальними, але також може впливати на весь лоф (групу сімей) порушника. Таким чином, від хвороби можуть постраждати прямі родичі. Наприклад, якщо сім'я будує свій будинок у забороненому місці і не питає дозволу у нген, який відповідає за його догляд, хвороба може проявитися в дітей.

- Якщо порушення пов’язане з членом того самого лофу, це вирішується шляхом компенсації, яка завжди в кілька разів перевищує завдану шкоду.

- Якщо правопорушення вчинено проти когось поза межами їхньої громади чи лофу, ця компенсація повинна бути узгоджена між лонко відповідного лофу. Традиційний спосіб встановлення обов'язків визначається відносинами, що встановлюються між лонко залучених лофів. Громада, зібрана навколо кожного свого лонко, вирішує терміни та кількість тварин, якими відшкодовуватиметься завдана шкода.